# 堤川スポーツセンター火災
堤川スポーツセンター火災（チェチョンスポーツセンターかさい）は、2017年12月21日に大韓民国・忠清北道堤川市の複合商業施設で発生し、29人が死亡、36人が負傷した火災である。
現場は9階建ての「ノーブル・フィットネス・アンド・スパ」。1階駐車場・事務室、2階女性用浴場、3階男性用浴場、4-7階スポーツジム、8-9階飲食店、地下1階室内ゴルフ練習場・機械室など、が入居していた。午後3時53分頃、吹き抜けになっている1階駐車場の天井から出火。スプリンクラーが作動しなかったこと、燃えやすい外壁材が使われていたこと、路上駐車に阻まれ消防車の進入が遅れたことなどが被害を拡大した。
死者29人のうち20人は女性のサウナ利用者で、火災を真っ先に知った建物の男性オーナーは、男湯やジムの利用客には直接避難を呼び掛けたが、利用客が半裸である女湯には駆け込まず、外から叫んだだけだった。また、建物には女性職員もいたが、この女性職員は火災を知ると避難を呼び掛けることなく我先に脱出した。これらの行為により、女性のサウナ利用者は外から叫んだ男性オーナーの呼びかけが聞こえずに逃げ遅れた可能性があると指摘されている。
なお、本火災の翌月には40名以上が死亡した密陽世宗病院火災が発生している。